# Hormead
Hormead – civil parish w Anglii, w Hertfordshire, w dystrykcie East Hertfordshire. W 2011 civil parish liczyła 743 mieszkańców. W obszar civil parish wchodzą także Great Hormead, Little Hormead i Layston.